# Carlos Eduardo Rocha Miranda
Carlos Eduardo Guinle da Rocha Miranda (1 de janeiro de 1934 – Rio de Janeiro, 5 de janeiro de 2016) foi um fisiologista, pesquisador e professor universitário brasileiro.
Grande oficial da Ordem Nacional do Mérito Científico e membro titular e presidente da Academia Brasileira de Ciências, Carlos foi professor titular da Universidade Federal do Rio de Janeiro. Em 1995, recebeu o Prêmio TWAS de biologia.

## Biografia
Carlos Eduardo nasceu em 1934. Ingressou na Faculdade Nacional de Medicina da Universidade do Brasil, hoje a Universidade Federal do Rio de Janeiro, em 1953. No mesmo ano, como assistente de Denise Albe-Fessard e Carlos Chagas Filho, começou a trabalhar com neurofisiologia. Junto de Eduardo Oswaldo Cruz, fez vários estudos neuroanatômicos e eletrofisiológicos da somestesia e dos gânglios da base de mamíferos, sob a orientação de Albe-Fessard.
Defendeu doutorado em medicina em 1961 e partiu para os Estados Unidos para um estágio de pós-doutorado onde trabalhou com estudos eletrofisiológicos do núcleo caudado. Em 1962 voltou aos Estados Unidos, com Eduardo Oswaldo-Cruz, trabalhando com circuitos neurais mais simples, que permitissem estabelecer correlações robustas entre forma e função. Em 1967 foi para a Universidade Harvard, trabalhar com Charles G. Gross, no Departamento de Psicologia Experimental, onde trabalhou com o sistema visual de mamíferos não-primatas, o gambá, e o primata Macaca mulata.
Aposentou-se da UFRJ em 1991, onde passou a dedicar seu tempo à administração de Ciência participando de Diretorias da Academia Brasileira de Ciências.

## Morte
Carlos Eduardo morreu em 5 de janeiro de 2016, no Rio de Janeiro, aos 82 anos. O velório foi no Memorial do Carmo, na capital fluminense, seguido de cerimonia de cremação.